# Джанет Уолс
Джанет Уолс (на английски: Jeannette Walls) е американска писателка и журналистка, позната като бивш водещ на рубриката за клюки за „MSNBC.com“ и автор на книгата „Стъкленият замък“ (The Glass Castle), мемоари за номадския семеен живот на нейното детство, която стои 224 седмици в Списъка на бестселърите на „Ню Йорк Таймс“.

## Биография и творчество
Уолс е родена на 21 април 1960 г. във Финикс, Аризона, с баща Рекс Уолс, електротехник /починал 1994 г./, и Роуз Мари Уолс, художник. Както е описано в „Стъкленият замък“, животът на семейство Уолс е било „без корени“, скитническо семейство местило се във Финикс, Аризона, Калифорния /включително кратък престой в района Тендерлоин на Сан Франциско/, Батъл Маунтин, Невада и Уелс, Западна Виржиния, с период на бездомничество. Тя е едно от четирите деца, с две сестри – Лори Уолс и Морийн Уолс, и брат – Браян Уолс. Сестра ѝ Лори е художник-илюстратор, а Браян – полицай.
Уолс се премества в Ню Йорк на 17 години и завършва през 1984 г. с почести Бърнард Колидж.
Омъжва се за Ерик Голдбърг през 1988 г./разведени от 1996 г./ и после живее до Кълпепър, Вирджиния, с втория си съпруг журналиста Джон Дж. Тейлър, бивш автор за „Ескуайърър“ и автор на „The Count and the Confession: A True Murder Mystery“, Falling: The Story of One Marriage, и Circus of Ambition: The Culture of Wealth and Power in the Eighties.
Уолс е писала за Ню Йорк магазин /„осведомителна“ колонка 1987-1993/, Ескуайърър /1993-1998/, „Ю Ес Ей Тудей“ и е участвала в „The Today Show“, CNN, Primetime, и The Colbert Report. В началото на своята кариера работила в местния Бруклински вестник „The Phoenix“. След това е станала репортер на пълно работно време, въпреки че вестникът е фалирал през 1998 г. Редовно е имала участия в колонка за клюки „Scoop“ at MSNBC.com от 1998 г. до напускането си, за да се отдаде на писането през 2007 г.
През 2005 г. публикува „Стъкленият замък“, за която Парамаунт са закупили правата за филмиране. От „Стъкленият замък“ са продадени над 2,5 милиона копия и е преведен на над 20 езика. Спечелила е наградите:
- Носител на наградата „Кристофър“ за утвърждаване на най-висшите човешки ценности
- Носител на наградата „Книга за по-добър живот“
- Носител на наградата „Алекс“ на Американската асоциация на библиотеките
- Книга на годината на списание „Ел“

През 2009 г. Уолс публикува следващия си роман „Half Broke Horses“, основан на живота на нейната баба Лили Кейси Джон.

## Произведения

### Самостоятелни романи
- Half Broke Horses (2009)
- The Silver Star (2013)

### Документалистика
- Dish (2000)
- The Glass Castle (2005) – мемоари
Стъкленият замък, изд.: ИК „Хермес“, София (2011), прев. Светлозара Лесева